# Gateways to Annihilation
Gateways to Annihilation es el séptimo álbum de estudio de la banda de death metal Morbid Angel.
En este álbum se nota un cambio dramático en el estilo musical e intensidad en comparación con el álbum anterior Formulas Fatal to the Flesh, recordando mucho lo que fue el álbum Blessed are the Sick. Es el primer álbum donde colabora como vocalista/bajista y letras Steve Tucker. 
Dan Seagrave es el autor del arte de la portada.

## Lista de canciones
| N.º | Título                     | Música                  | Duración |  |
| 1.  | «Kawazu»                   | Trey Azagthoth          | 0:35     |  |
| 2.  | «Summoning Redemption»     | Azagthoth, Steve Tucker | 7:16     |  |
| 3.  | «Ageless, Still I Am»      | Azagthoth, Tucker       | 5:18     |  |
| 4.  | «He Who Sleeps»            | Tucker                  | 4:04     |  |
| 5.  | «To the Victor the Spoils» | Azagthoth, Tucker       | 3:43     |  |
| 6.  | «At One with Nothing»      | Azagthoth, Tucker       | 4:33     |  |
| 7.  | «Opening of the Gates»     | Azagthoth, Tucker       | 5:15     |  |
| 8.  | «Secured Limitations»      | Azagthoth               | 4:39     |  |
| 9.  | «Awakening»                | Erik Rutan              | 1:21     |  |
| 10. | «I»                        | Azagthoth, Tucker       | 3:50     |  |
| 11. | «God of the Forsaken»      | Rutan, Tucker           | 3:49     |  |

## Miembros
- Trey Azagthoth - guitar, vocals
- Erik Rutan - guitar, keyboards
- Pete Sandoval - drums
- Steve Tucker - bass guitar, vocals

- Datos: Q659761